# Shire Hall

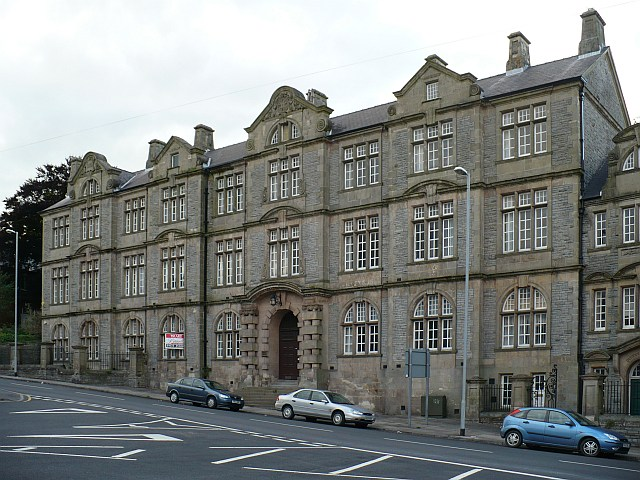
Vista do prédio.

O Shire Hall é um prédio em Newport, sul de Gales. É utilizado como prefeitura de Monmouthshire, em decorrência da extinção do Conselho do condado de Monmouth no ano de 1974. Ele continuou a ser usado como sede do governo local até 1978 e, posteriormente, foi convertido em escritórios. Os edifícios atuais foram erigidos em 1902 sendo ampliados em 1913. O Shire Hall tem sido descrito pelos conservacionistas do Cadw como uma impressionantemente construção concebida em reconhecimento às suas qualidades históricas e arquitetônicas.
Em 2013 Câmara Municipal de Newport aprovou a mudança de uso do corredor do edifício em 19 apartamentos independentes. Adicionalmente, o lugar de quatro andares será tambémconvertido em 11 apartamentos de um quarto e sete apartamentos de dois quartos, com uma área de recepção e uma área para bicicletas.